# Distrito electoral de Fairview (condado de Madison, Nebraska)
Fairview (en inglés: Fairview Precinct) es un distrito electoral ubicado en el condado de Madison en el estado estadounidense de Nebraska. En el Censo de 2010 tenía una población de 177 habitantes y una densidad poblacional de 1,9 personas por km².

## Geografía
Fairview se encuentra ubicado en las coordenadas 41°52′32″N 97°32′37″O / 41.87556, -97.54361. Según la Oficina del Censo de los Estados Unidos, Fairview tiene una superficie total de 93.07 km², de la cual 93.03 km² corresponden a tierra firme y (0.05%) 0.04 km² es agua.

## Demografía
Según el censo de 2010, había 177 personas residiendo en Fairview. La densidad de población era de 1,9 hab./km². De los 177 habitantes, Fairview estaba compuesto por el 95.48% blancos y el 4.52% eran de otras razas. Del total de la población el 4.52% eran hispanos o latinos de cualquier raza.